# Blindatura
Blindatura, o blindage, nelle fortificazioni, indica ogni attrezzatura per occultare al nemico la vista di ciò che si prepara in un determinato punto della medesima.

## Storia
Tali erano, ad esempio, fino all'inizio del XX secolo, le fascine collocate sul lato interno di una batteria e prolungate fino a coprire le feritoie; esse rendevano più difficile, da una certa distanza, osservare alcunché attraverso quelle aperture. A volte si fissavano alle feritoie blindature più complete composte da due massicce tavole di legno scorrevoli a destra e a sinistra che chiudevano completamente l'apertura. Se la linea del fuoco era diretta sempre sullo stesso punto non era necessario aprirle al momento della fuoriuscita del cannone, essendo sufficiente ricavare un foro per consentire il passaggio della bocca da fuoco. Se necessario, un coperchio mobile poteva essere utilizzato per chiudere il foro. Altre blindature si impiegavano per coprire dal fuoco verticale i cannonieri di una batteria; esse erano composte da robuste travi di legno che partivano dalla cresta interna del parapetto e terminavano conficcate a terra. 
A meno che le granate fossero estremamente pesanti e cadessero quasi perfettamente in verticale, non riuscivano a sfondare una simile blindatura, ma la scalfivano semplicemente ed esplodevano nella direzione contraria. Nelle trincee venivano utilizzati alcuni tipi di blindature per proteggere i genieri dal fuoco nemico; si trattava di strutture montate su carrelli che venivano fatti avanzare a mano a mano che il lavoro procedeva. Contro il tiro dei moschetti era sufficiente una parete di massicce tavole di legno rivestite di lamiera di ferro sul lato esterno e sostenute da robuste travi. Contro il fuoco dei cannoni erano invece necessarie grandi casse quadrate o incastellature riempite di terra, sacchi di sabbia o fascine. 
Il genere più comune di blindatura per i genieri prevedeva un ampio gabbione, ovvero un cilindro di vimini, riempito di fascine e fatto rotolare in avanti dagli uomini. Quando il camminamento della trincea doveva essere ricoperto dall'alto, la blindatura si costruiva stendendo trasversalmente tronchi d'albero squadrati che, ricoperti di fascine e quindi di terra, la rendevano sufficientemente a prova di bomba e di proiettili.